# Etakrinska kiselina
Etakrinska kiselina (Edekrin) je diuretik koji se koristi za tretiranje visokog krvnog pritiska i otoka uzrokovanih bolestima poput zatajenja srca, oboljenja jetre i bubrega.
Za razliku od drugih diuretika, etakrinska kiselina nije sulfonamid i stoga njena primena nije ograničena sulfa alergijama.
Etakrinska kiselina je derivat fenoksisirćetne kiseline koji sadrži ketonsku i metilensku grupu. Cisteinsko vezivanje se odvija putem metilenske grupe.

## Doziranje
Etakrinska kiselina je u prodaju u obliku 25  i 50  tableta za oralnu primenu. Natrijumova so (natrijum etakrinat) se koristi intravenozno. Rastvor se priprema i održava sa pH vrednošću iznad 5.

## Nepoželjna dejstva
Kao diuretik, etakrinska kiselina može da uzrokuje čestu urinaciju, ali se to obično stabilizuje nakon par nedelja upotrebe.
Etakrinska kiselina može takođe da uzrokuje niske novoe kalijuma, što može da se ispolji u obliku grčenja mišića ili slabosti. Isto tako je poznato da može da izazove privremeni ili stalni gubitak sluha (ototoksičnost) i oštećenje jetre. Pri oralnom doziranju, ona proizvodi dijareju, i može doći do intestinalnog krvarenja pri višim dozama.

## Mehanizam dejstva
Etakrinska kiselina deluje putem inhibiranja natrijum-kalijum-hlorid kotransporta u ushodnom kraku Henlove petlje bubrega. Kriva doznog odgovora ja etakrinske kiseline je strmija od furozemida, i u opštem slučaju, nepodesnija za upotrebu. Opseg doza je 50-150 mg.
Etakrinska kiselina i njen glutationski metabolit su potentni inhibitori članova familije glutation S-transferaza. Ti enzimi učestvuju u ksenobiotičkom metabolizmu. Za tu familiju enzima je pokazano da ima visoku stopu genetičke varijabilnosti.